# Phenax sonneratii
Phenax sonneratii är en nässelväxtart som först beskrevs av Jean Louis Marie Poiret, och fick sitt nu gällande namn av Hugh Algernon Weddell. Phenax sonneratii ingår i släktet Phenax och familjen nässelväxter. Utöver nominatformen finns också underarten P. s. mycrophylla.